# Lantriac
Lantriac település Franciaországban, Haute-Loire megyében. Lakosainak száma 1929 fő (2022. január 1.). Lantriac Arsac-en-Velay, Coubon, Laussonne, Le Monastier-sur-Gazeille, Saint-Germain-Laprade és Saint-Julien-Chapteuil községekkel határos.

## Népesség
A település népességének változása:
| Lakosok száma | 892  | 1244 | 1468 | 1775 | 1902 | 1935 | 1928 | 1923 | 1929 | 1929 |
|               | 1968 | 1982 | 1990 | 2006 | 2013 | 2015 | 2017 | 2019 | 2020 | 2022 |